# FK Palanga
FK Palanga was een Litouwse voetbalclub uit Palanga.
De club werd in 2010 opgericht en is een navolger van de club Gintaras die tussen 1991 en 2005 in Palanga speelde. De club begon in 2011 in de II Lyga en won direct haar poule en promoveerde. In 2017 werd Palanga kampioen in de 1 Lyga en promoveerde naar de A Lyga.
Op 5 december 2019 maakte de Litouwse voetbalfederatie bekend dat twee A Lyga clubs -FK Atlantas en FK Palanga- uit de A Lyga worden verwijderd in verband met het manipuleren van wedstrijdresultaten, bestraft met een boete van 30.000 euro en twee niveaus terug gezet naar de II Lyga. Vijf spelers werden gestraft met boetes en geschorst voor alle voetbalactiviteiten voor een periode van 6 tot 12 maanden.

## Erelijst
- 1 Lyga: 2017

## Seizoen na seizoen
| Seizoen | Niveau | Liga       | Plaats | Webplaats | Opmerkingen |
| ------- | ------ | ---------- | ------ | --------- | ----------- |
| 2011    | 3.     | Antra lyga | 1.     | [ 1 ]     | promoveerde |
| 2012    | 2.     | Pirma lyga | 8.     | [ 2 ]     |             |
| 2013    | 2.     | Pirma lyga | 12.    | [ 3 ]     |             |
| 2014    | 2.     | Pirma lyga | 12.    | [ 4 ]     |             |
| 2015    | 2.     | Pirma lyga | 5.     | [ 5 ]     |             |
| 2016    | 2.     | Pirma lyga | 2.     | [ 6 ]     |             |
| 2017    | 2.     | Pirma lyga | 1.     | [ 7 ]     | promoveerde |
| 2018    | 1.     | A lyga     | 7.     | [ 8 ]     |             |
| 2019    | 1.     | A lyga     | 7.     | [ 9 ]     | degradeerde |